# Pääjärvi (Pajala socken, Norrbotten)
Pääjärvi är en sjö i Pajala kommun i Norrbotten och ingår i Torneälvens huvudavrinningsområde. Sjön har en area på 0,92 kvadratkilometer och ligger 188 meter över havet. Pääjärvi ligger i Torne och Kalix älvsystem Natura 2000-område. Vid provfiske har abborre, gädda och mört fångats i sjön.

## Delavrinningsområde
Pääjärvi ingår i det delavrinningsområde (745795-183261) som SMHI kallar för Utloppet av Pääjärvi. Medelhöjden är 196 meter över havet och ytan är 7,5 kvadratkilometer. Det finns inga avrinningsområden uppströms utan avrinningsområdet är högsta punkten. Vattendraget som avvattnar avrinningsområdet har biflödesordning 4, vilket innebär att vattnet flödar genom totalt 4 vattendrag innan det når havet efter 192 kilometer. Avrinningsområdet består mestadels av skog (40 procent) och sankmarker (43 procent). Avrinningsområdet har 0,97 kvadratkilometer vattenytor vilket ger det en sjöprocent på 13 procent.